# El Pla (Vallcebre)
El Pla és una masia de la darreria del segle xvii al terme municipal de Vallcebre. Està situada a una alçada de 1.233,8 msnm. S'ha catalogat a l'Inventari del Patrimoni Arquitectònic de Catalunya.
És una masia de planta rectangular que consta de planta baixa, un pis i golfes amb coberta a dues vessants i el carener perpendicular a la façana de ponent, on es concentren la major part de les obertures. Aquestes són senzilles finestres quadrades de petites dimensions. El mur és de maçoneria irregular i sense arrebossar. Adossat al mur de ponent hi ha una construcció, coberta a dues aigües, que funcionava com a pallissa.